# Stemonosudis siliquiventer
Stemonosudis siliquiventer är en fiskart som beskrevs av Post, 1970. Stemonosudis siliquiventer ingår i släktet Stemonosudis och familjen laxtobisfiskar. Inga underarter finns listade i Catalogue of Life.